# 岡田華子
岡田 華子（おかだ はなこ、1980年〈昭和55年〉8月2日 - ）は、日本の政治家、弁護士。立憲民主党所属の衆議院議員（1期）。

## 来歴
青森県弘前市出身。北海道大学法学部、広島大学法科大学院法務研究科専門職学位課程法務専攻を経て、AGC株式会社に入社。
2019年、旧立憲民主党が第25回参議院議員通常選挙に岡田の擁立を検討するも、子育ての事情から出馬に至らなかった。
2023年10月24日に立憲民主党の次期衆院選での青森3区での公認が内定。2024年10月27日投開票の第50回衆議院議員総選挙において青森3区から立候補し、自由民主党公認の木村次郎を破って初当選。青森3区において初の自民党以外の当選者及び県内初の小選挙区選出女性議員となった。

## 人物
2児の母である。

## 選挙歴
| 当落 | 選挙                   | 執行日         | 年齢 | 選挙区      | 政党       | 得票数    | 得票率 | 定数 | 得票順位 /候補者数 | 政党内比例順位 /政党当選者数 |
| ---- | ---------------------- | -------------- | ---- | ----------- | ---------- | --------- | ------ | ---- | ------------------ | ---------------------------- |
| 当   | 第50回衆議院議員総選挙 | 2024年10月27日 | 44   | 青森県第3区 | 立憲民主党 | 8万6593票 | 49.6%  | 1    | 1/3                | /                            |